# Fox News Sunday
Fox News Sunday est une émission politique hebdomadaire américaine diffusée le dimanche matin sur le réseau télévisé Fox. Elle est présentée par Shannon Bream (en) depuis 2022.
L'émission débute le 28 avril 1996, 5 mois et demi avant le lancement de la chaîne Fox News. Elle est le seul programme d'actualité à diffusion régulière de la chaîne. Le programme est diffusé sur la Fox à 10 h temps d'Amérique orientale et est rediffusé le dimanche après-midi sur Fox News à 14 h et 18 h.
L'émission est diffusée en HD depuis août 2008.
Le début du programme est consacré aux grands titres de la semaine. La première moitié de l'émission voit le présentateur s'entretenir avec des acteurs de l'actualité de la semaine passée. Lors de la seconde partie, le présentateur et des éditorialistes reviennent sur la dimension politique des nouvelles de la semaine.